# Подгорица (Севница)
Подгорица (словен. Podgorica,   или Wirthschaft) је насељено место у општини Севница, Посавска регија, Словенија.

## Историја
До територијалне реорганизације у Словенији била је у саставу старе општине Севница.

## Становништво
У попису становништва из 2011. године, Подгорица је имала 110 становника.
| Број становника према пописима | Број становника према пописима | Број становника према пописима |
| ------------------------------ | ------------------------------ | ------------------------------ |
| 1991                           | 2002                           | 2011                           |
| 110                            | 108                            | 110                            |

Напомена: Године 1953. повећана за насеља Ореховец и Здоле која су укинута.